# Elaphidion iviei
Elaphidion iviei es una especie de escarabajo longicornio del género Elaphidion, categorizada en la tribu Elaphidiini, de la subfamilia Cerambycinae. Fue descrita por Lingafelter en 2008.

## Descripción
Mide 14-23 mm de longitud.

## Distribución
Se distribuye por Cuba y República Dominicana.